# Curtiss CR
Curtiss CR là một loại máy bay đua được thiết kế cho Hải quân Hoa Kỳ vào năm 1921.

## Quốc gia sử dụng
Hoa Kỳ
- Hải quân Hoa Kỳ (CR)
- Lục quân Hoa Kỳ (R6)

## Tính năng kỹ chiến thuật (CR.3 Seaplane)
Dữ liệu lấy từ Curtiss Aircraft, 1907-1947
Đặc điểm tổng quát
- Kíp lái: 1
- Chiều dài: 24 ft 8 in (7.52 m)
- Sải cánh: 22 ft 8 in (6.90 m)
- Chiều cao: 10 ft 9 in (3.27 m)
- Diện tích cánh: 168 ft2 (15.6 m2)
- Trọng lượng rỗng: 2.119 lb (961 kg)
- Trọng lượng có tải: 2.597 lb (1.178 kg)
- Động cơ: 1 × Curtiss D-12 5PL, 450 hp (336 kW)

Hiệu suất bay
- Vận tốc cực đại: 194 mph (312 km/h)
- Tầm bay: 281 dặm (452 km)
- Trần bay: 22.000 ft (6.706 m)